# Lewiston (Nebraska)
Lewiston é uma vila localizada no estado americano de Nebraska, no Condado de Pawnee.

## Demografia
Segundo o censo americano de 2000, a sua população era de 86 habitantes.
Em 2006, foi estimada uma população de 79, um decréscimo de 7 (-8.1%).

## Geografia
De acordo com o United States Census Bureau, a localidade tem uma área de 0,3 km², sem área coberta por água. Lewiston localiza-se a aproximadamente 446 m acima do nível do mar.

## Localidades na vizinhança
O diagrama seguinte representa as localidades num raio de 16 km ao redor de Lewiston.